# Lizartza
Lizartza è un comune spagnolo di 581 abitanti situato nella comunità autonoma dei Paesi Baschi.